# Backup online
Il Backup Online è un servizio informatico di cloud computing gestito attraverso un software che si installa (solitamente) sul proprio computer e che effettua l'archiviazione dei file attraverso connessione ad Internet sicura su un server remoto. Tramite questo strumento è possibile avere un'archiviazione remota dei dati preservandoli in caso di cancellazione accidentale.

## Funzionamento
In seguito all'installazione di un software (client) sul computer da proteggere, l'utente (o l'amministratore del sistema) può configurare una replica remota di tutti o parte dei file, scegliendo schedulazione e strategie per il mantenimento dei dati (retention policy).
Alcuni software eseguono continuamente l'operazione di verifica e salvataggio (real-time) monitorando le modifiche sui file aperti, altri che sono invece programmati per operare secondo la schedulazione decisa.
I dati vengono in genere trasferiti utilizzando cifratura end-to-end garantendo quindi la protezione dei dati da accessi indesiderati.

## Vantaggi
I vantaggi del Backup Online rispetto all'archiviazione tradizionale sono molteplici, ecco alcuni esempi:
- I dati sono fisicamente in un luogo diverso da quello in cui si trovano gli originali. In questo modo sono protetti anche in caso di disastro ambientale.
- Lo spazio disponibile non dipende da constraint legati a hardware fisici, ed è quindi espandibile virtualmente senza limiti.
- È possibile accedere ai propri dati, con credenziali riservate, in qualsiasi momento da qualsiasi postazione connessa ad Internet, alcuni fornitori del servizio consentono l'accesso anche da cellulare.

## Funzionalità tecniche del servizio
I diversi fornitori di servizio possono offrire diverse funzionalità, qui ne vengono elencate alcune.
Accesso ovunque: è possibile accedere ai file protetti da sistemi di Backup Online in qualsiasi momento, direttamente dal client installato sul computer, oppure da qualsiasi PC connesso ad internet e da telefono cellulare attraverso il sito web del gestore del servizio.
Multicomputer: solo alcuni fornitori di servizio consentono l'accesso ai backup da dispositivi differenti con lo stesso account. In questo caso l'utente può proteggere più computer o dispositivi contemporaneamente.
Archiviazione permanente: Alcuni servizi assicurano protezione senza limiti di tempo (per la durata dell'abbonamento), altri invece pongono limiti di retention, oltre i quali i dati vengono rimossi definitivamente.
Backup in tempo reale: se l'utente crea un nuovo documento o modifica un file già esistente, il client salva immediatamente ed in automatico la modifica sul server remoto. Non tutti i servizi dispongono di questa funzione.
Completamente automatico: una volta scelto cosa salvare, il client si avvia insieme al computer, lavora in background senza l'intervento dell'utente.
Condivisione (sharing): alcuni servizi consentono una facile condivisione attraverso sistemi sicuri (ad esempio attraverso l'uso di complesse URL autogenerate), assimilando il backup a una forma di hard disk virtuale remoto. In genere la condivisione può essere fatta da pannello web e a volte inviata via e-mail.
Prestazioni ottimali: i migliori servizi di Backup Online non rallentano il computer sul quale sono installati. Generalmente monitorano quante risorse del sistema si stanno utilizzando adeguandosi alle esigenze dell'utente. In questo modo le performance del computer non vengono compromesse.
Motore di ricerca: alcuni software di Backup Online hanno un motore di ricerca interno che consente una ricerca e gestione rapida dei propri file. Alcuni sono dotati di un sistema di ricerca semantica che consente una più approfondita ricerca ed analisi anche all'interno dei documenti e quindi un risultato più preciso.
Scalabile On-Demand: in quasi tutti i servizi è possibile aumentare lo spazio a disposizione estendendo la quota del proprio abbonamento. Molti service provider vendono lo spazio a pacchetti fissi di Gigabyte, altre invece, sono più flessibili e prendono in considerazione le richieste del cliente che esulano dai pacchetti standard.
Versioning: è possibile traccia di tutte le modifiche effettuate su un determinato file per un tempo virtualmente infinito. Ogni volta che il file viene salvato, il sistema archivia la sola parte incrementale dello stesso e crea una nuova versione, consentendo il ripristino di diverse versioni del file. Questa funzionalità è presente in servizi di condivisione e storage remoto. Nel caso il servizio sia di backup, il versioning è applicato non al singolo file, ma all'intero backup, e l'utente avrà a disposizione in caso di necessità diverse versioni storiche dell'intero archivio.